# Svitati
(Tagline del film)
Svitati (Screw Loose) è un film del 1999 diretto e interpretato da Ezio Greggio.

## Trama
Guido Puccini, ricco e dispotico industriale milanese, viene colpito da un attacco cardiaco durante uno dei soliti alterchi con il figlio maldestro Bernardo. Al suo capezzale, Bernardo gli promette di esaudire il suo ultimo desiderio: rivedere Jack Gordon, un ex soldato americano che gli aveva salvato la vita durante la seconda guerra mondiale.
Bernardo, nonostante il suo terrore per il volo, si reca in aereo negli Stati Uniti, dove scopre che Jack è internato in una casa di cura per malattie mentali. Non riuscendo a convincere i dottori di lasciar portare Jack a Milano, architetta un piano per farlo fuggire. Ma Jack è davvero insano di mente e Bernardo, inseguito dalla splendida dottoressa Barbara Collier che ha avuto incarico dal direttore della clinica di riportare il paziente in ospedale, verrà trascinato da Jack in un guaio dopo l'altro.

## Produzione
Il film è stato girato fra l'Italia e gli Stati Uniti; fra i luoghi delle riprese: Los Angeles, Cap Martin, Montecarlo, Mentone (lungo mare), Milano e hinterland, Varese, Vigevano e l'Aeroporto di Milano-Malpensa.
- Per la residenza dei Puccini venne utilizzata Villa Gallarati Scotti, ad Oreno di Vimercate;
- per l'azienda Puccini venne scelta la sede della Centrali Produttori Latte Lombardia S.P.A (oggi Latteria Soresina) di Peschiera Borromeo;
- l'ospedale dove viene ricoverato Guido Puccini è l'IRCCS MultiMedica di Sesto San Giovanni;
- l'ufficio della “Veterans Administrations” è all'interno del Los Angeles City Hall;
- per l'albergo di Monaco vennero sfruttati il Palace Grand Hotel Varese per gli interni e l'Hotel de Paris di Montecarlo per gli esterni;
- per il monastero monegasco vennero sfruttati il Castello di Scaldasole ed il Fort Antoine di Monaco;
- la casa di cura “Bernheimer Sanitarium” in realtà è Villa Ronchi, a Sforzesca di Vigevano;
- la chiesa distrutta dai bombardamenti è la Chiesa di San Vittore, anch'essa situata a Sforzesca di Vigevano.